# 徐建明
徐建明，浙江大学教授，主要从事土壤化学与生物化学、土壤污染控制与修复、环境质量与食物安全等方面的研究工作。入选中华人民共和国教育部2007年度"长江学者"特聘教授。